# هواکریش
هواکریش (به اسپانیایی: Huacrish) یک کوه در پرو است که در Peru, Ancash Region, Lima Region واقع شده‌است. هواکریش ۵٬۶۲۲ متر بالاتر از سطح دریا واقع شده‌است.